# 新西兰岩鹩
，是雀形目刺鹩科的一种鸟类。
新西兰岩鹩体重约17.59克，翼长约49毫米，嘴峰长约13.8毫米，喙宽度约3.9毫米，喙厚度约3.3毫米，跗蹠长约23.2毫米，尾长约13.3毫米。新西兰岩鹩在其分布区内为留鸟，其栖息在半开放的灌木丛中，食性为肉食性，主要食物来源是陆生无脊椎动物。
新西兰岩鹩分布于新西兰南岛的高山地区。该物种是单型物种，没有亚种分化。